# Чех, Кристьян
Кристьян Чех (словен. Kristjan Čeh; род. 17 февраля 1999, Птуй) — словенский метатель диска, чемпион мира 2022 года, чемпион Европы 2024 года. Участник летних Олимпийских игр 2020 года.

## Биография
Кристьян Чех дебютировал на взрослых чемпионатах мира по легкой атлетике в 2019 году в Дохе. Не смог пройти квалификацию в финал.
На летних Олимпийских играх 2020 года в Токио, словенский атлет прошёл в финал и с результатом 66,62 метра стал пятым.
С февраля 2022 года его тренирует олимпийский чемпион Герд Кантер. На чемпионате мира в США, в 2022 году, в третей попытке финала отправил диск на 71 метр 13 см, что стало рекордом чемпионатов, а словенцу принесло титул чемпиона мира. На чемпионате Европы 2022 года в Мюнхене, с результатом 68,28 метра стал серебряным призёром.
В 2023 году на чемпионате мира по лёгкой атлетике, который состоялся в Будапеште, Чех, в метание диска, с результатом 70,02 метра стал серебряным медалистом чемпионата мира.